# Masaya Onosaka
Masaya Onosaka (jap. 小野坂 昌也 Onosaka Masaya;  ur. 13 października 1964 w Osace) – japoński seiyū.

## Życiorys
Masaya Onosaka urodził się 13 października 1964 roku w Osaka w Japonii. Swoją karierę jako aktor seiyū rozpoczął w 1987 roku w wieku 23 lat, użyczając głosu Passerby w serialu anime Opowieści z Palmowego Miasteczka.
W późniejszym czasie Onosaka użyczył głosu innym bohaterom, m.in. Vash the Stampede w Trigun, Cerberusa w Cardcaptor Sakura, Ichiro Mihara w Angelic Layer, Takeo Takakura w Magic User's Club, Kinniku Mantarō w Ultimate Muscle, Francji w Hetalia: Axis Powers oraz Jadeite w Czarodziejce z Księżyca.
Onosaka należy do agencji Aoni Production. 6 marca 2010 roku wygrał w kategorii „Najlepsza Osobowość” podczas Czwartej Uroczystości Seiyū Awards.

## Wybrana filmografia
- Opowieści z Palmowego Miasteczka – Passerby
- Trigun – Vash the Stampede
- Cardcaptor Sakura – Cerberus (prawdziwa forma Kero-chan)
- Angelic Layer – Ichiro Mihara
- Magic User's Club – Takeo Takakura
- Magiczny kamień – Fokker
- Ultimate Muscle – Kinniku Mantarō
- Axis Powers Hetalia – Francja
- Czarodziejka z Księżyca – Jadeite
- Pokémon – Masaki Sonezaki
- Bleach – Shinji Hirako
- Bobobō-bo Bō-bobo – Don Patch
- Dragon Ball Kai – Burter
- MegaMan NT Warrior – Torakichi Aragoma
- JoJo's Bizarre Adventure: Stardust Crusaders – Alessi